# Borcová
Borcová é um município da Eslováquia, situado no distrito de Turčianske Teplice, na região de Žilina. Tem 2,09 km² de área e sua população em 2018 foi estimada em 143 habitantes.

## Demografia
| Ano:        | 1994 | 2004    | 2014    | 2024   |
| ----------- | ---- | ------- | ------- | ------ |
| Broj ljudi: | 111  | 126     | 148     | 153    |
| Razlika:    |      | +13,51% | +17,46% | +3,37% |

| Ano:               | 2023 | 2024   |
| ------------------ | ---- | ------ |
| Número de pessoas: | 151  | 153    |
| Diferença:         |      | +1,32% |